# Fender Cyclone
La Fender Cyclone è una chitarra elettrica prodotta da Fender. Introdotta dal 1997 sul mercato, la Cyclone è molto simile alla Mustang ma con caratteristiche tecniche differenti.
La Cyclone ha un manico di 24,75"", lo stesso della Gibson Les Paul ma con un formato insolito per la Fender, e un tremolo sincronizzato stile Stratocaster.
La Cyclone originale ha un Fender Atomic Pickup vicino al ponte, un pickup Tex-Mex vicino al manico ed un selettore di pickup convenzionale.
A partire dal 2006 la gamma Cyclone ha incluso la Cyclone originale, la Cyclone HH con due Humbucker e la Fender Cyclone II con tre pickup MIA Jaguar controllati da un interruttore on/off vicino al selettore dei pickup.
Dal gennaio 2007, la Fender ha interrotto sia la produzione che la commercializzazione di tutte le varianti della Cyclone.